# Lyndon Emsley
Pour les articles homonymes, voir Emsley.
David Lyndon Emsley FRSC (né le 29 novembre 1964) est un chimiste britannique spécialisé dans la résonance magnétique nucléaire à l'état solide et professeur à l'EPFL (École Polytechnique Fédérale de Lausanne) . Il reçoit en 2012 le Prix Charles-Léopold-Mayer de l'Académie des Sciences française et en 2015 le Bourke Award de la Société Royale de Chimie .
Il est membre du comité de rédaction dans le journal de Magnetic Resonance in Chemistry de 2008 à 2010. Il est membre du comité consultatif éditorial de ChemPhysChem  et de Solid State Nuclear Magnetic Resonance. Il est un rédacteur du Journal of the American Chemical Society.

## Naissance et éducation
Emsley est le fils deJames Emsley, professeur de l'Université de Southampton . Emsley obtient en 1986 sa maîtrise de sciences en chimie à l'Imperial College London. Il obtient par la suite son doctorat à l'Université de Lausanne en 1991 sous la direction de Geoffrey Bodenhausen  en travaillant avec la spectroscopie RMN des solutions. Avant de commencer son doctorat, il travaille plus d'un an en Grande-Bretagne dans un cabinet spécialisé en droit de la propriété intellectuelle.

## Carrière
Emsley commence ses recherches postdoctorales au Miller Institute for Basic Research in Science (Université de Californie, Berkeley), c'est à ce moment-là ou il est initié à la RMN du solide en travaillant en collaboration avec Alexander Pines. En 1993, il rejoint le Laboratoire national de recherche sur l'énergie atomique de Grenoble, où il travaille comme post-doc avec Claude Roby et Michel Bardet.
En octobre 1994, il est nommé professeur associé à l’École normale supérieure de Lyon et en 1995 devient professeur ordinaire. À Lyon, il est à la tête du laboratoire de chimie expérimentale de 1999 à 2002, et directeur du département de chimie de 2006 à 2014. En 2002, il devient membre de l'Institut universitaire de France .

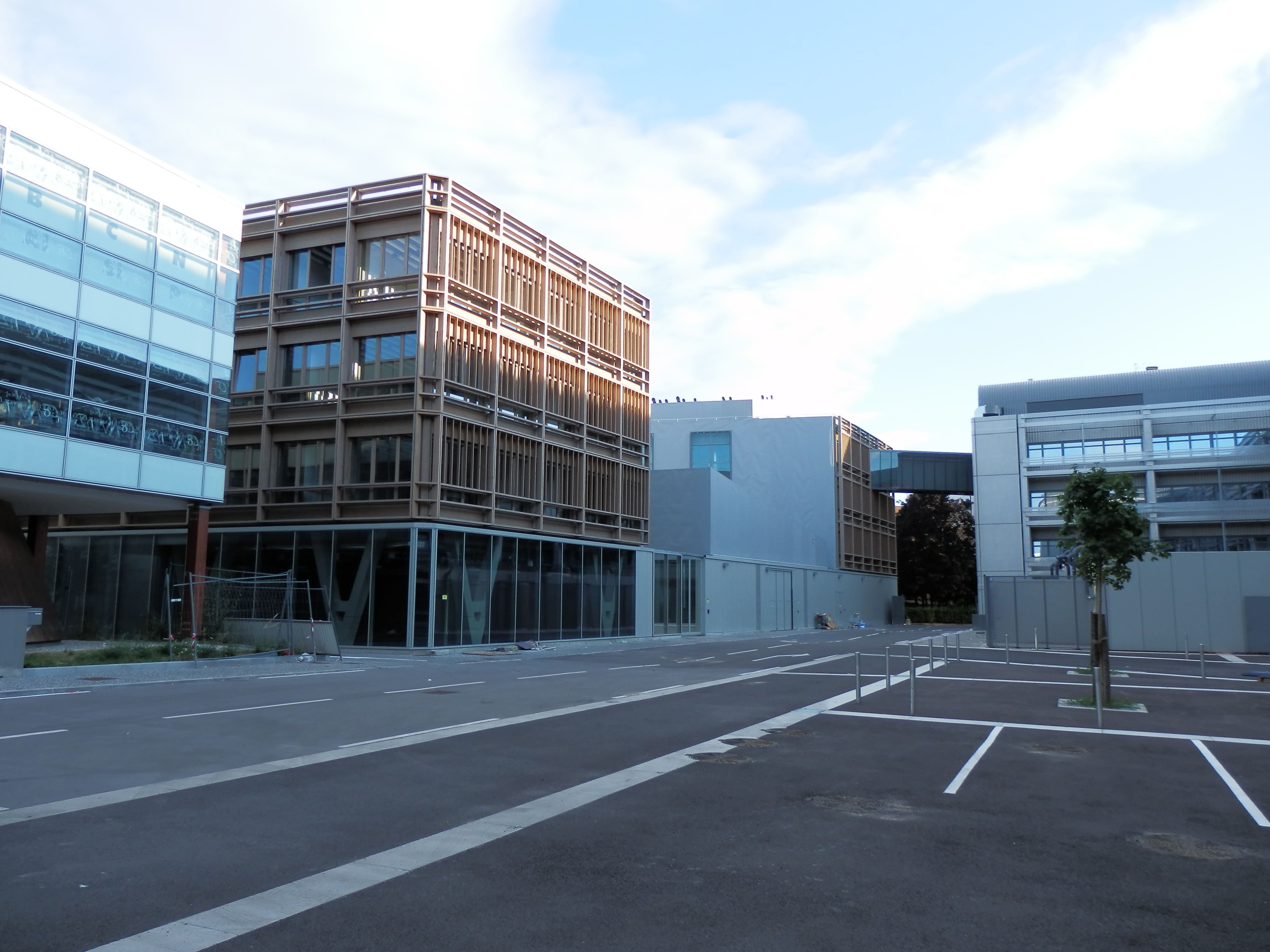
La zone ISA nouvellement achevée en août 2012; le bâtiment CRMN est à gauche

En 2003, Emsley est nommé chef de projet pour la création à Villeurbanne du Centre Européen de Résonance Magnétique Nucléaire à Très Hauts Champs (CRMN, Laboratoire Européen de RMN Très Haut Champ), première étape du lancement du futur Institut des sciences analytiques (EST UN). La construction du nouveau laboratoire est achevée en 2008 .
Depuis 2011, il est rédacteur en chef adjoint du Journal of the American Chemical Society .
En 2012, il est promu Senior Member de l'Institut Universitaire de France .
En juin 2014, il rejoint l'EPFL en tant que professeur de chimie physique  où il est actuellement directeur du Laboratoire de résonance magnétique de l'ISIC (Institut des sciences et de l'ingénierie chimiques).
En 2015, il reçoit le prix Bourke "pour le développement de méthodes expérimentales qui ont transformé le domaine de la RMN du solide et permis de nouvelles applications à travers la chimie" .

## Recherche
Le principal domaine de recherche d'Emsley est la spectroscopie RMN à l'état solide, spécialement le développement de nouvelles méthodes spectroscopiques pour la détermination de la structure au niveau atomique, de la dynamique et de la réactivité d'un large éventail de matériaux et de systèmes moléculaires, qui sont inaccessibles avec d'autres méthodes analytiques,.
Il publie des articles sur la cristallographie RMN , la biologie structurale, la dynamique des protéines ,, la spectroscopie RMN de surface et l'IRM par polarisation nucléaire dynamique (DNP) ,.
Son travail implique plusieurs collaborations avec la Bruker Corporation. En 2010, sous sa supervision en tant que directeur scientifique, le CRMN acquiert et commence à utiliser le plus puissant spectromètre RMN actuellement opérationnel au monde, qui franchit la barrière du milliard de hertz ,. Le CRMN est également l'un des premiers laboratoires au monde à installer un champ élevé (800 Fréquence de résonance du proton MHz) accessoire DNP à l'état solide  et pour tester le nouveau très rapide 0.7 mm rotors MAS.